# Доз, Доминик
Доминик Марго Доз, иногда ошибочно Дэйвс (англ. Dominique Margaux Dawes; 20 ноября 1976, Монтгомери, Мэриленд, США) — американская гимнастка. Представляла США на летних Олимпийских играх 1992 года в Барселоне, а также в 1996 году в Атланте и 2000 году в Сиднее. Олимпийская чемпионка 1996 года в командном первенстве и трёхкратная бронзовая призёрка Олимпийских игр. Многократная чемпионка США, трёхкратная вице-чемпионка мира.